# Arena Yad Eliyahu
A Arena Yad Eliyahu (Hebreu היכל הספורט יד אליהו)é mais conhecida internacionalmente pelo seu naming rights Menora Mi'tachim Arena (Hebreu היכל מנורה מבטחים) é uma importante Arena Multiuso localizada em Tel Aviv, Israel.

## Enterimento
No local, já se apresentaram vários artistas internacionais como Enrique Iglesias, Erreway, Lali Espósito entre outros. Também recebeu apresentações teatrais de novelas argentinas como Rincón de Luz. O grupo pop argentino Teen Angels foi marcado por realizar nesta arena 16 apresentações, 13 em 2009 e 3 em 2011, levando um público de mais de 140 mil pessoas.